# Baryscapus buxi
Baryscapus buxi är en stekelart som först beskrevs av Kostjukov 1978.  Baryscapus buxi ingår i släktet Baryscapus och familjen finglanssteklar. Inga underarter finns listade.